# Józef Kapciuk
Józef Kapciuk (ur. 24 listopada 1891 w Wilnie, zm. 11 października 1968 w Los Angeles) – pułkownik dyplomowany artylerii Wojska Polskiego.

## Życiorys
Urodził się 24 listopada 1891 w Wilnie. Ukończył II Gimnazjum w Wilnie. Po odzyskaniu przez Polskę niepodległości w 1918 wstąpił do Wojska Polskiego. 1 czerwca 1919 został dowódcą II dywizjonu 2 pułku artylerii ciężkiej Legionów. Został awansowany do stopnia majora. W 1923 służył w 17 pułku artylerii polowej w garnizonie Gniezno (wówczas urodził mu się syn). Z dniem 1 listopada 1925 został przydzielony do Wyższej Szkoły Wojennej w Warszawie, w charakterze słuchacza kursu 1925/27. 28 października 1927, po ukończeniu kursu i otrzymaniu dyplomu naukowego oficera sztabu generalnego, został przydzielony do Oddziału III Sztabu Generalnego. 23 stycznia 1928 awansował na podpułkownika ze starszeństwem z dniem 1 stycznia 1928 i 3. lokatą w korpusie oficerów artylerii. 21 stycznia 1930 został przeniesiony do 7 pułku artylerii lekkiej w Częstochowie na stanowisko dowódcy pułku. 17 grudnia 1933 został awansowany na pułkownika ze starszeństwem z dniem 1 stycznia 1934 i 2. lokatą w korpusie oficerów artylerii. Obowiązki dowódcy pułku pełnił do kwietnia 1937. Następnie pełnił służbę w Dowództwie Broni Pancernych MSWojsk. w Warszawie na stanowisku I zastępcy dowódcy. Był w składzie czasopisma „Przegląd Wojsk Pancernych”, wydawanego od 1938.
Od 1 września 1939 pełnił służbę w Kwaterze Głównej Naczelnego Wodza na stanowisku naczelnego dowódcy broni pancernych. 14 września, z polecenia Naczelnego Wodza, wyjechał z Włodzimierza Wołyńskiego do Lwowa z zadaniem organizowania kolumn samochodowych dla Frontu Południowego. Od 15 września zajmował się ściąganiem oddziałów i służb broni pancernych na przedmoście rumuńskie. 17 września był ze swoim sztabem w Kosowie. Następnego dnia przekroczył granicę z Rumunią.
Po kapitulacji Polski przedostał się na Zachód i wstąpił do Polskich Sił Zbrojnych. Został dowódcą III dywizjonu pociągów pancernych, wyposażonego w pociągi pancerne: „B”, „M” i „H”.
W latach 50. wyemigrował do Stanów Zjednoczonych.

## Ordery i odznaczenia
- Krzyż Oficerski Orderu Odrodzenia Polski (11 listopada 1937)[12]
- Złoty Krzyż Zasługi (18 marca 1932)[13][14]
- Medal Pamiątkowy za Wojnę 1918–21
- Medal Dziesięciolecia Odzyskanej Niepodległości
- Odznaka pamiątkowa Frontu Litewsko-Białoruskiego
- Odznaka pamiątkowa Wyższej Szkoły Wojennej
- Odznaka pamiątkowa 7 pułku artylerii lekkiej

17 stycznia 1933 Komitet Krzyża i Medalu Niepodległości odrzucił wniosek o nadanie mu tego odznaczenia „z powodu braku pracy niepodległościowej”.